# بالنگستان (منطقه)

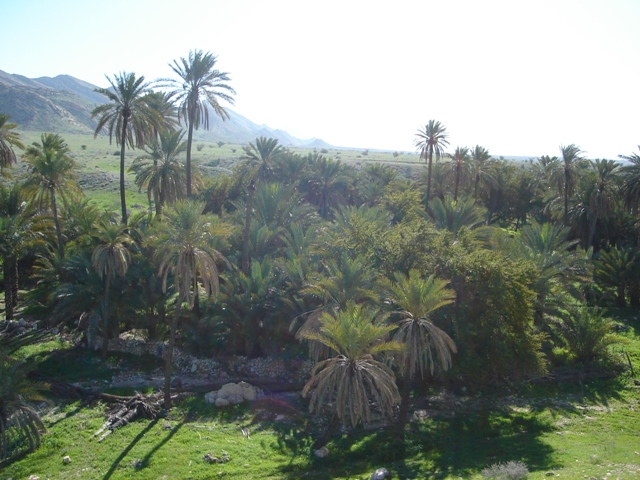
بالنگستان

 بالنگستان  نام منطقه‌ای خوش آب و هوا در پنج کیلومتری شمال دهستان فداغ از توابع شهرستان گراش در استان فارس می‌باشد.در این مکان درختان زیادی مانند نخل، لیمو و کنار وجود دارد و تفریحگاه بسیار خوبی برای مردم منطقه به خصوص در فصل بهار می‌باشد.

## کوه بالنگستان
کوه عظیم بالنگستان در واقع ادامه رشته‌کوه زاگرس جنوبی است که یکی از مرتفع‌ترین کوههای استان فارس
می‌باشد. بر روی این کوه درختانی مانند کنار و بنه و گیاهان دارویی مانند آویشنو پونه و خاک شیر وجود دارد که مردم از آن استفاده می‌کنند.همچنین در قدیم حیوانات کوهی مانند آهو و بز کوهی بر روی این کوه وجود داشته که مردم از گوشت آن‌ها استفاده می‌کردند.در حال حاضر نیز حیواناتی مانند گرگ و جوجه تیغی و خرگوش و شغال در این کوه‌ها دیده می‌شود.

## گردنه بالنگستان
بدلیل ارتفاع زیاد کوه بالنگستان جهت عبور از روی آن گردنه‌ای به این اسم وجود دارد که عبور مسافرین را راحت‌تر نموده‌است.

## چشمه بالنگستان
در کنار کوه بالنگستان چشمه آبی وجود دارد که از مان قدیم مردم فداغ جهت آبیاری درخت‌هایشان از آن استفاده می‌کنند.آب این چشمه از طریق کانالی وارد یک استخر شده و پس از پرشدن آن مردم در طول هفته به نوبت از آن استفاده می‌کنند. در کنار این چشمه پرندگانی مانند کبک و کبوتر
وجود دارد که شکارچیان آن‌ها را با وسیله تفنگ یا تیر و کمان یا کمند شکار می‌کنند.

## نخلستان بالنگستان
مردم فداغ به دلیل آب و هوای خوب این منطقه از دیرباز در آنجا شروع به کاشت درخت نخل نموده که در حال حاضر نیز درختان زیادی از انواع نخل وجود دارد و محصولات آن پرثمر می‌باشد.محصول درخت نخل به صورت خارک یا رطب خوشمزه و یاخرما می‌باشد.علاوه بر آن از چوب و برگ درختان نخل برای ساخت صنایع دستی استفاده می‌شود.

## امامزاده

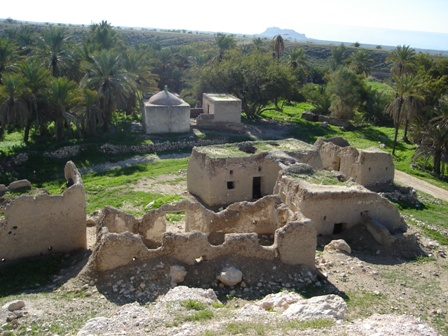
نمایی از امامزاده و خانه‌های قدیمی در بالنگستان

در این مکان یک زیارتگاهی وجود دارد که مردم از روستاهای اطراف برای زیارت و ادای نذرشان به آنجا می‌آیند.

## خانه‌های قدیمی
در زمان قدیم تعدادی از مردم دهستان فداغ در فصل تابستان به آنجا نقل مکان کرده و برای خود در آن مکان خانه‌های گلی ساخته‌اند که هنوز آثار آن وجود دارد.

## قلعه بالنگستان
در بالای نخلستان قلعه‌ای وجود دارد که محلی برای دیده بانی بوده و هنوز آثار آن وجود دارد.

## آسیاب آبی بالنگستان
در گذشته نه چندان دور این آسیاب آبی رونق فراوانی داشته که آب آن از چشمه و قنات اطراف تأمین می‌شده‌است و در آنجا گندم را به آرد تبدیل می‌کرده‌اند.